# 宝暦 (唐)
宝暦（ほうれき）は、中国・唐の敬宗の治世で使用された元号。825年1月 - 827年2月。

## 西暦・干支との対照表
| 宝暦 | 元年  | 2年   | 3年   |
| 西暦 | 825年 | 826年 | 827年 |
| 干支 | 乙巳  | 丙午  | 丁未  |